# 千田哲也
千田 哲也（せんだ てつや、1960年4月22日 - ）は、日本の実業家であり、かつ、郵政・総務官僚。株式会社かんぽ生命保険代表執行役社長を経て、2023年6月から日本郵便株式会社代表取締役社長兼執行役員社長。

## 人物・経歴
香川県出身、香川県立高松高等学校を経て、東京大学法学部を卒業した。
1984年4月、郵政省に入省。大臣官房人事部管理課。入省同期には、元・総務審議官（郵政・通信担当）の谷脇康彦インターネットイニシアティブ取締役副社長、元内閣広報官の山田真貴子全国地域情報化推進協会理事長、元内閣官房内閣審議官（内閣官房郵政民営化推進室長）の武田博之東京海上日動火災保険顧問、情報経営イノベーション専門職大学学長の中村伊知哉などがいる。
外務省出向（国際連合）、NTT出向、郵政省通信政策局国際協力課長補佐、大臣官房秘書課長補佐（事務次官付）、簡易保険局資金運用企画課長補佐、簡易保険局総務課長補佐、電気通信局総務課課長補佐。日本郵政公社発足後は、同公社秘書室長。郵政民営化後は、かんぽ生命保険事務指導部長、経営企画部長、執行役、かんぽシステムソリューションズ取締役を歴任。日本郵政公社の秘書室長としては、商船三井社長・会長、日本郵政公社総裁を歴任した生田正治を秘書として補佐し、経営者として学ぶべきところが多かったとしている。
2013年6月に日本郵政株式会社の常務執行役、2017年11月には専務執行役。
2020年1月より、日本郵政の子会社である株式会社かんぽ生命保険代表執行役社長。2023年6月より、日本郵便株式会社代表取締役社長兼執行役員社長。